# 28508 Kishore
28508 Kishore este un asteroid din centura principală de asteroizi.

## Descriere
28508 Kishore este un asteroid din centura principală de asteroizi. A fost descoperit pe 4 februarie 2000 la Socorro, New Mexico, în cadrul proiectului LINEAR. Asteroidul prezintă o orbită caracterizată de o semiaxă mare de 2,41 ua, o excentricitate de 0,11 și o înclinație de 5,6° în raport cu ecliptica.